# 애집개미

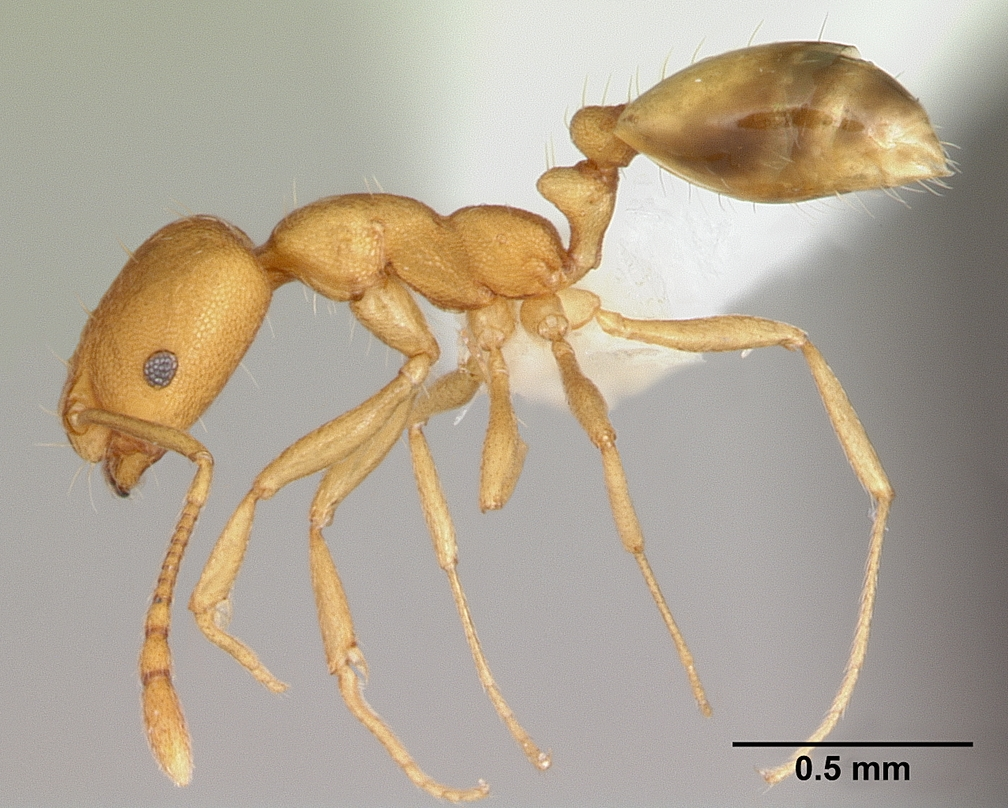

애집개미(Monomorium pharaonis)는 작고 거의 투명한(노랑, 갈색을 띔) 작은 가주성 개미이다. 실내에 사는 주요 해충이며, 특히 병원 또는 신도시의 아파트에서 골칫거리이다. 이 개미의 근원지는 잘 알려져 있지 않으나 추정지로는 서아프리카와 인도네시아 등이 있다. 애집개미는 남극을 제외한 거의 모든 대륙에 퍼져 있다. 애집개미들은 열대지방이 근원지인 개미의 일종이긴 하나 거의 모든 건물에 살며, 온대지방의 중앙 난방이 되는 대부분의 건물에서 서식이 가능하다.

## 군집 생활
애집개미는 한 군체에 여러 여왕개미를 가지며, 최대 200마리의 여왕개미가 있다. 한 군체는 보통 1000~2500마리의 일개미를 가지지만 높은 밀도로 그 수가 훨씬 많은 것처럼 보인다. 애집개미는 이웃한 애집개미 군체와 페로몬이 같은 경우가 많으므로 한 이웃 애집개미 군체의 개미는 다른 군체로 가도 제한을 받지 않는다. 애집개미는 짝짓기를 대략 일 년에 두 번씩 하는데, 이들은 개미의 일반적인 결혼비행을 하는 대신 군체 내에서 자신의 형제 또는 사촌과 교미를 하여 군체 내에서 있다가 벌의 분봉과 비슷한 행동을 하는데, 다수의 여왕개미중 일부의 여왕개미와 와 여러 일개미, 그리고 알, 애벌레, 번데기 등을 가져가서 새로운 군체를 형성한다. 이러한 특징으로 인하여 처음의 작은 애집개미 군체가 커다란 건물을 6개월 만에 거의 차지하는데, 이때 다른 해충은 대부분 사라진다. 또한 이 특징으로 없애기가 쉽지 않은데, 그 이유가 어떤 방법을 쓰든 크던 군체들이 작게 쪼개져 숨어있다가 다시 출몰하는 현상이 일어나기 때문이다. 애집개미는 병원에서 특히 골칫거리인데, 이들은 크기가 작으므로 상처, 의술 용구 등에 들어갈 수 있고, 이는 병균의 확산 및 기구의 오작동으로 이어질 수 있다.
애집개미는 꿀, 땅콩버터, 젤리, 과일 주스, 제과류, 청량음료, 죽은 곤충, 심지어는 구두약까지 먹는다.
또한 애집개미는 비단, 고무 등에 구멍을 뚫어 놓을 수 있다.

## 생김새
애집개미는 약 2~3mm 정도의 길이로, 연한 노랑에서 빨강을 띄는 갈색까지 색이 다양하고, 배의 색은 다른 몸 부위의 색보다 조금 짙다. 침이 있으며 배자루 마디가 2개 있다. 이들의 시력은 빈약하며 더듬이는 3개의 특히 긴 마디가 있다.

## 생태
애집개미의 여왕개미는 대략 수백 개의 알을 낳을 수 있다. 여왕개미들은 생애 초기에는 10~12개씩의 알을 낳지만 나중에는 4~7개씩의 알을 낳는다. 27°C의 온도와 80%의 습도에서 알들은 대략 5~7일 동안 부화된다. 애벌레 기간은 약 18~19일, 번데기 기간은 12일이고 성을 가진 개미를 탄생시키는 데에는 나흘이 더 든다. 알에서 성충까지는 38~45일이 걸리는데 이는 습도와 온도에 따라서 달라진다. 이들은 온도가 적당하기만 하면 계속 알을 낳으며 짝짓기는 군집 내에서 이루어진다. 성숙한 군체는 여러 마리의 여왕, 날개가 있는 수캐미, 일개미, 번데기, 애벌레, 알이 있다.

## 같이 보기
- 개미
- 아르헨티나개미: 생김새가 비슷해 애집개미와 자주 혼동된다.
- 불개미

## 참조
- Sudd, J. J. (1960) Anim. Behav. 8, 67–75.
- Hoelldobler, B. & Wilson, E. O. (1990) The Ants (Belknap, Cambridge, MA).